# رابی کارول
رابی کارول (انگلیسی: Robbie Carroll؛ زادهٔ ۱۵ فوریهٔ ۱۹۶۸) بازیکن فوتبال اهل بریتانیا است.
از باشگاه‌هایی که در آن بازی کرده‌است می‌توان به باشگاه فوتبال گوسپورت بورو، باشگاه فوتبال کراولی تاون، باشگاه فوتبال یئوویل تاون، باشگاه فوتبال ووکینگ، باشگاه فوتبال سالزبری سیتی، باشگاه فوتبال فارم تاون، باشگاه فوتبال بیزینگ‌استوک تاون، باشگاه فوتبال برنتفورد، باشگاه فوتبال باشلی، و باشگاه فوتبال وورتینگ اشاره کرد.